# ジュースごくごく倶楽部
ジュースごくごく倶楽部（じゅーすごくごくくらぶ）は、吉本興業のお笑い芸人からなる6人組パーティーロックバンド。

## 概要
辻と堂前がバンドをやろうと言い出したのをきっかけに、2019年9月に結成。2020年4月6日、「飲み会で喋れない人」と「入玉したいよ」のMVを公開。2022年11月11日、公式ファンクラブ開設。2023年11月29日より11週連続リリースを行った。

## メンバー
- ジンジャーエール阪本 - ボーカル、語り
- 愛コーラ - ボーカル
- 堂前タオル - ベース
- ポイズン反町 - ドラム
- 辻クラシック - ギター
- あたし - キーボード

休養中
- エナジーなつみ - ボーカル兼ギター

元メンバー
- もみちゃん☆ズ - ボーカル兼オタマトーン

## ディスコグラフィー

### 配信楽曲
| 配信日     | タイトル                                              | 作詞                               | 作曲           | 編曲                   |
| ---------- | ----------------------------------------------------- | ---------------------------------- | -------------- | ---------------------- |
| 2020/05/24 | 飲み会で喋れない人                                    | ジンジャーエール阪本               | 辻クラシック   |                        |
| 2020/05/24 | 入玉したいよ                                          | 辻クラシック                       | 辻クラシック   |                        |
| 2021/02/14 | 筒香                                                  | 辻クラシック                       | 辻クラシック   |                        |
| 2021/02/14 | 泣く子も黙るセパレート                                | ジンジャーエール阪本               | 辻クラシック   |                        |
| 2021/03/03 | ジュースごくごく俱楽部のテーマ (一発録りおめおめver.) | 堂前タオル・ポイズン反町           | 辻クラシック   | ジュースごくごく倶楽部 |
| 2021/06/09 | 勇者にしてあげる                                      | 辻クラシック                       | 辻クラシック   |                        |
| 2021/06/09 | ピポピポ                                              | ジンジャーエール阪本・辻クラシック | 辻クラシック   |                        |
| 2022/06/01 | 井上さん                                              | ジンジャーエール阪本・辻クラシック | 辻クラシック   |                        |
| 2022/06/01 | Cたくなる                                             | エナジーなつみ                     | エナジーなつみ |                        |
| 2022/09/07 | ジュースごくごく倶楽部のテーマ                        | 堂前タオル・ポイズン反町           | 辻クラシック   | ジュースごくごく倶楽部 |
| 2022/09/07 | カフェラテごくごく倶楽部のテーマ                      | 堂前タオル・ポイズン反町           | 辻クラシック   | ジュースごくごく倶楽部 |
| 2022/10/26 | タンパクスィッツあげるよ                              | 辻クラシック                       | 辻クラシック   |                        |
| 2022/10/26 | サボリの歌                                            | ジンジャーエール阪本               | 辻クラシック   |                        |
| 2023/11/29 | 留守番ロック                                          | ジンジャーエール阪本               | 辻クラシック   | ジュースごくごく倶楽部 |
| 2023/12/06 | アレアレルギー                                        | ジンジャーエール阪本               | 辻クラシック   | ジュースごくごく倶楽部 |
| 2023/12/13 | 入玉したいよ-浪速ver.-                                | 辻クラシック・ジンジャーエール阪本 | 辻クラシック   | ジュースごくごく倶楽部 |
| 2023/12/20 | わし今どんな感じ                                      | 辻クラシック                       | 辻クラシック   | ジュースごくごく倶楽部 |
| 2023/12/27 | 入玉したいよ-北九州ver.-                              | 辻クラシック・愛コーラ             | 辻クラシック   | ジュースごくごく倶楽部 |
| 2024/01/03 | ぴーち鬼ぱーち鬼～We are the world～                  | 愛コーラ                           | 辻クラシック   | ジュースごくごく倶楽部 |
| 2024/01/10 | 入玉したいよ-赤ちゃんver.-                            | 辻クラシック・ジンジャーエール阪本 | 辻クラシック   | ジュースごくごく倶楽部 |
| 2024/01/17 | 入玉したいよ-ギャルver.-                              | 辻クラシック・愛コーラ             | 辻クラシック   | ジュースごくごく倶楽部 |
| 2024/01/24 | 金井幸男誕生日おめでとう～金属バット持ってこい～      | 辻クラシック                       | 辻クラシック   |                        |
| 2024/01/31 | 入玉したいよ-English ver.-                            | 辻クラシック                       | 辻クラシック   |                        |
| 2024/02/07 | 小悪魔なんてもんじゃない                              | 辻クラシック・ジンジャーエール阪本 | 辻クラシック   |                        |
| 2024/06/19 | インフィールドスパゲッティフライ                      |                                    |                |                        |
| 2024/09/18 | 筒香-おかえりver.-                                    |                                    |                |                        |
| 2025/04/09 | 君にジュースを買ってあげる❤️                          |                                    |                |                        |

### アルバム
|     | 発売日        | タイトル                      | 規格品番                              | 収録曲 | 備考             |
| --- | ------------- | ----------------------------- | ------------------------------------- | --- | ---------------- |
| 1st | 2023年3月15日 | ジュースごくごく倶楽部の1杯目 | 初回盤：YRCN-95376 通常盤：YRCN-95377 | 1. ジュースごくごく倶楽部の登場曲 2. サボリの歌 3. 勇者にしてあげる -Album Version- 4. 泣く子も黙るセパレート -Album Version- 5. ピポピポ -Album Version- 6. 筒香 -Album Version- 7. タンパクスィッツあげるよ 8. 街の花 9. 井上さん -Album Version- 10. ぐるぐるトルネード 11. Rainbow Boy 12. 飲み会で喋れない人 -Album Version- 13. 入玉したいよ -Album Version- | オリコン最高46位 |
| 2nd | 2024年7月3日  | ぎろりエンタイトル            | 初回盤：YRCN-95388 通常盤：YRCN-95389 | 1. 留守番ロック 2. アレアレルギー 3. 小悪魔なんてもんじゃない 4. インフィールドスパゲッティフライ 5. マジでタク乗る5秒前 6. Full Metal Jacket 7. わし今どんな感じ 8. 金井幸男誕生日おめでとう～金属バット持ってこい～ 9. ぴーち鬼ぱーち鬼～We are the world～ 10. 晩酌のらりるれろ 11. 真夏のボイジャー計画 12. なくなる方向 13. フランケンシュタインの朝          | オリコン最高35位 |

### 参加作品
| 発売日        | タイトル                      | 収録曲           | 備考 |
| ------------- | ----------------------------- | ---------------- | ---- |
| 2022年3月16日 | Laugh & Peace Music BEST 2022 | 勇者にしてあげる |      |

### 楽曲提供
| 配信日     | タイトル                           | 作詞         | 作曲         | 編曲         |
| ---------- | ---------------------------------- | ------------ | ------------ | ------------ |
| 2022/10/19 | つぼみ大革命「とってもペイズリー」 | 辻クラシック | 辻クラシック | 西川ノブユキ |

## 主なライブ

### ワンマンライブ
- 2021.04.11 - 『琵琶湖ワンマン王国』　※配信ライブ
- 2021.05.28 - 『琵琶湖ワンマン王国』　※配信ライブ
- 2022.03.17 - 『ジュースとくとく倶楽部～曲もちょっとだけやるやる倶楽部～』　（MUSE BOX）
- 2022.07.17 - 『ジュースをこぼすな！』（SHIBUYA TAKE OFF 7） ※初の東京ワンマンライブ
- 2022.08.26 - 『YES!ごくごくTHEATER』  ※ゲスト出演：中谷（マユリカ）、HiGO （セルライトスパ肥後）
- 2022.09.17 - LIVE STAND presents 『ごくごくスタンド』（COOL JAPAN PARK OSAKA WWホール） ※ゲスト出演：エルフ、蛙亭、中谷（マユリカ）、HiGO （セルライトスパ肥後）
- 2022.10.15 - 『京都国際映画祭2022×カフェラテごくごく倶楽部　京都ごくごくMETRO』（京都・METRO） ※吉本興業とネスレ日本が実施している企画にちなみ、「カフェラテごくごく倶楽部」に改名し出演。 ※ライブ後には京都タワーサンドでの「カフェラテごくごく倶楽部アフタートークパーティー」、翌日10/16には京都・誓願寺前の新京極六角公園ろっくんプラザ前特設ステージにて無料アコースティックライブも開催された。
- 2022.12.23 - 『ジュースの名は。』（渋谷チェルシーホテル）
- 2023.5.23-7.28 - 『東名阪ワンマンツアー』
5.23（味園ユニバース）
6.23（KANDA SQUARE HALL）
7.28（Electric Lady Land）

### ツーマンライブ
- 2021.06.19 - 『超能力ジュースごくリアン』　w/超能力戦士ドリアン　※配信ライブ
- 2021.11.19 - 『ごくごくビ〜バ〜』　w/おとぼけビ～バ～　（CLUB DROP）
- 2022.04.15 - 『ごくごく大革命』　w/つぼみ大革命　（CLUB DROP）
- 2022.05.17 - 『デニムはきはき倶楽部ズ』 w/DENIMS　（CLUB DROP）
- 2022.06.17 - 『ごくごくノイズ』　w/Runny Noize　（OSAKA MUSE）
- 2022.09.23 - 『ドリアンジュース』　w/超能力戦士ドリアン　（神戸VARIT）
- 2022.09.23 - 『おとぼけ倶楽部』　w/おとぼけビ～バ～　（神戸VARIT）
- 2022.10.21 - 『ニガジューごくごく17才』　w/ニガミ17才　(umeda TRAD)
- 2022.11.18 - 『ごくごく豆柴わんわん倶楽部』　w/豆柴の大群　(BananaHall)
- 2023.1.23 - 『ジュースラブラブ人間倶楽部』　w/THEラブ人間　（梅田クラブクアトロ）
- 2023.3.27 - 『ごくごくファイヤー』　w/トリプルファイヤー　（Music Club JANUS）
- 2025.2.13 - 『ENKAI 二足の草鞋の回　－グループ魂×ジュースごくごく倶楽部－』　w/グループ魂（Spotify O-EAST）　[4]

### スリーマンライブ
- 2023.2.24 - 『アイアムごくごくヶ原』　/獣ヶ原/アイアムアイ（YES TEATER）
- 2023.9.7 - 『ジューストリトリ想』　/トリプルファイヤー/離想宮（渋谷Eggman）